# 棒狀雙線䲁
棒狀雙線䲁（學名：Enneapterygius rhabdotus），又名狗鰷、三鰭鳚，為輻鰭魚綱䲁形目三鰭䲁科的其中一種，分布於太平洋區，包括台灣、菲律賓、泰國、帛琉、斐濟、東加、法屬玻里尼西亞海域，深度1至8公尺，本魚體型小呈圓柱狀，頭部、胸部、與胸鰭基部無鱗，雄魚的鰭和身體前四分之三呈黑色，尾鰭呈黃色，中央有一條黑帶。雌性呈黃色，有3條寬闊的灰色雙條紋，由細灰線分隔，尾鰭基部有寬闊的黑色條紋，頭部呈灰色，有棕色斑紋，背鰭3個，背鰭硬棘14-18枚、背鰭軟條7-11枚、臀鰭硬棘1枚、臀鰭軟條15-20枚，體長可達2.7公分，棲息在岩岸及珊瑚礁，以藻類為食，不具食用價值。

## 扩展阅读
維基物種上的相關：棒狀雙線䲁
1. ↑  Williams, J. . The IUCN Red List of Threatened Species. 2014, 2014: e.T178889A1544018  [20 November 2021]. doi:10.2305/IUCN.UK.2014-3.RLTS.T178889A1544018.en .